# 大山綱宗
大山 綱宗（おおやま つなむね）は、安土桃山時代の薩摩国島津氏の武将。父は大山綱実。

## 生涯
源平合戦（治承・寿永の乱）で活躍した佐々木高綱の、その次男・野木光綱の末裔で、大山綱実の次男として誕生した。兄と同様に、茶筅髷で一生を過ごした。
島津義弘に属して文禄・慶長の役に従軍した。その泗川の戦いでは、川上久智・寺山久兼らと共に敵を追い討ちしている際、石橋の向こうより明軍の助勢が現れたのであるが、綱宗は道脇の野原からその助勢の背後へ回ると、三尺八寸（約1.15メートル）の太刀を振るって数十人を斬り伏せた。太刀が折れると長脇差に持ち替えて更に数十人を討ち果たし、頭部に浅手を負い仲間に留められても尚も斬りつけ数多を討ち取った。その後の露梁海戦では敵を討ち取るのみならず、金扇の船印が敵に奪われたのを敵船に飛び移り取り返すなど功を為した。
朝鮮より帰国後の慶長5年（1600年）、綱宗は伏見に在って薩摩への帰国を命じられたが、良い風が吹くまで船中にて昼寝していた。そのとき、船子が船の櫓より誤って落ちたことで、綱宗は目を覚ます。綱宗はこの頃、京でスリや辻斬などが横行していると耳にしていたため、これは自分を捕えようとしているものだと勘違いして抜刀、船子十数人を斬り殺した。綱宗は過ちを認め、有馬純房・大井三右衛門の検視の元で大坂にて切腹した。享年27。